# 1,2-Dichloroethan
1,2-Dichloroethan thường được gọi là etylen dichloride (EDC), là một dẫn xuất halogen của hydrocarbon. 1,2-Dichloroethan là chất lỏng không màu, mùi giống như chloroform. 1,2-Dichloroethan được dùng phổ biến trong sản xuất vinyl chloride, monome của polyvinyl chloride (PVC) vốn được làm đồ nội thất và bọc ô tô, tấm phủ tường, đồ gia dụng và phụ tùng. 1,2-Dichloroethan được sử dụng làm chất trung gian cho các hợp chất hữu cơ khác và làm dung môi. Nó tạo thành hỗn hợp đẳng phí với nhiều dung môi, bao gồm cả nước (b.p. 70,5 °C) và các chlorocarbon khác.

## Lịch sử
Năm 1794, bác sĩ Jan Rudolph Deiman, thương gia Adriaan Paets van Troostwijk, nhà hóa học Anthoni Lauwerenburg, và nhà thực vật học Nicolaas Bondt, dưới tên Gezelschap der Hollandsche Scheikundigen (tiếng Hà Lan: Hiệp hội Hóa học Hà Lan), là những người đầu tiên sản xuất 1,2-Dichloroethan từ khí olefin (khí dầu, ethylen) và khí chlor. Mặc dù Gezelschap trong thực tế không thực hiện nhiều nghiên cứu khoa học chuyên sâu, nhưng các ấn phẩm của hiệp hội được đánh giá cao. 1,2-Dichloroethan hay "dầu Hà Lan" là minh chứng cho điều đó.

## Sản xuất
Gần 20 triệu tấn 1,2-dichloroethan được sản xuất tại Hoa Kỳ, Tây Âu và Nhật Bản. Sản xuất chủ yếu thông qua phản ứng giữa etilen với chloro, xúc tác sắt (III) chloride.
H2C=CH2 + Cl2 → ClCH2−CH2Cl
1,2-Dichloroethan cũng được tạo ra bởi phản ứng oxy-chlor hóa ethylen với xúc tác đồng(II) chloride:
2 H2C=CH2 + 4 HCl + O2 → 2 ClCH2−CH2Cl + 2 H2O
Về nguyên tắc, 1,2-Dichloroethan có thể được điều chế bằng cách chlor hóa ethane và, ít trực tiếp hơn, từ ethanol.

## Ứng dụng

### Sản xuất monome vinyl chloride (VCM)
Khoảng 95% sản lượng 1,2-Dichloroethan trên thế giới được sử dụng trong sản xuất monomer vinyl chloride (VCM, chloroethen), hydro chloride làm sản phẩm phụ. VCM là tiền chất của polyvinyl chloride.
Cl−CH2−CH2−Cl → H2C=CH−Cl + HCl
HCl được tái sử dụng trong sản xuất 1,2-Dichloroethan qua phản ứng oxi-chlor hóa etilen với xúc tác đồng(II) chloride được mô tả ở trên.

### Ứng dụng khác
Là một dung môi phân cực dạng aprotic (dạng không chứa proton), 1,2-Dichloroethan được sử dụng làm chất tẩy nhờn và tẩy sơn nhưng hiện bị cấm sử dụng do độc tính và khả năng gây ung thư. Nó được sử dụng làm chất trung gian trong sản xuất các hợp chất hữu cơ, ví dụ như ethylendiamin. Trong phòng thí nghiệm, bằng phản ứng loại bỏ eten và chloride có thể điều chế chlor tinh khiết.
Qua nhiều bước, 1,2-Dichloroethan là tiền thân của 1,1,1-trichloroethane, được sử dụng trong giặt khô. Trong lịch sử, 1,2-Dichloroethan được sử dụng làm phụ gia chống kích nổ trong nhiên liệu chì để làm sạch chì từ xi lanh và van ngăn tích tụ.

## An toàn
1,2-Dichloroethan độc (đặc biệt là do hít phải do áp suất hơi cao), rất dễ cháy, và có thể gây ung thư. Độ hòa tan cao và thời gian bán hủy 50 năm trong các tầng ngậm nước anoxic khiến 1,2-Dichloroethan trở thành chất gây ô nhiễm và có nguy cơ gây hại sức khỏe, rất tốn kém để xử lý và đòi hỏi phải có phương pháp xử lý môi trường bằng sinh học. Hóa chất này không được sử dụng trong các sản phẩm tiêu dùng được sản xuất tại Mỹ. Một trường hợp đã được báo cáo vào năm 2009 về các sản phẩm tiêu dùng bằng nhựa đúc (đồ chơi và đồ trang trí ngày lễ) tại Trung Quốc đã giải phóng 1,2-Dichloroethan vào trong nhà dân ở mức độ đủ cao gây ung thư. Thay thế 1,2-Dichloroethan đã được khuyến nghị. Dioxolane và toluen là những chất thay thế có thể làm dung môi. Dichloroethan không ổn định khi tiếp xúc với nhôm và không ổn định khi tiếp xúc với kẽm và sắt trong không khí ẩm.